# Первомайские Горки
Первомайские Горки — деревня в Калининском районе Тверской области. Относится к Кулицкому сельскому поселению.
Расположена в 20 км к северо-западу от Твери, на реке Каве.

## История
В документах XVI века называлась Монастырские Горки, так как принадлежала тверскому Отроч монастырю.
До 1930-х годов называлась просто Горки и относилась к Копылевскому приходу Первитинской волости Тверского уезда. В 1859 году — 29 дворов, 253 жителя.
В 1997 году — 62 хозяйства, 190 жителей.